# Esporte Clube Mundo Novo
O Esporte Clube Mundo Novo é um clube brasileiro de futebol da cidade de Três Coroas, no Rio Grande do Sul, Brasil. Foi fundado em 24 de agosto de 1934, e suas cores são o azul e branco. Já tendo tido time profissional, com seu maior feito tendo sido a conquista do vice-campeonato em 1981 do Campeonato Gaúcho Terceira Divisão, equivalente ao atual Campeonato Gaúcho Segunda Divisão, atualmente o Mundo Novo disputa apenas competições de categorias de base, tendo como sua principal equipe a sub-17. Também possui as categorias sub-15 e sub-13. Tem planos de retomar sua atividade profissional nos próximos anos.
O Mundo Novo disputou o Campeonato Gaúcho Segunda Divisão nos anos 60, 70 e 80. Antes disso, disputava o Campeonato Citadino de Taquara, cidade a qual pertencia, na época como 4º distrito. Na década de 40 disputou com Taquarense, Gramadense, Igrejinha e Serrano. O vencedor disputava o Campeonato Gaúcho de Aspirantes, equivalendo ao Campeonato Gaúcho Divisão de Acesso na atualidade.